# Diala semistriata
Diala semistriata là một loài ốc biển, là động vật thân mềm chân bụng sống ở biển thuộc họ Dialidae.

## Miêu tả
Loài này có kích thước giữa 1.9 mm and 4.5 mm

## Phân bố
Chúng phân bố ở Ấn Độ Dương dọc theo Nam Phi, Aldabra Atoll and Madagascar, miền tây Thái Bình Dương Ocean, in Biển Đỏ và in Địa Trung Hải.